# Paul Melchior
Baron Paul Melchior (n. 30 septembrie 1925, Mont-sur-Marchienne/Charleroi, Belgia; d. 15 septembrie 2004, Bruxelles) a fost un geofizician, geodez, astronom și matematician belgian. Cercetările sale fundamentale asupra mareelor terestre i-au creat renumele internațional de „tată al mareelor terestre”. A fost ales membru de onoare al Academiei Române.

## Biografie
Paul Melchior s-a născut la data de 30 septembrie 1925 în localitatea Mont-sur-Marchienne/Charleroi din Belgia. A studiat matematica la Universitatea Liberă din Bruxelles, care i-a conferit și titlul de doctor în științe matematice (1951). Cariera științifică și-o începuse deja în 1949, ca astronom la Observatorul Regal al Belgiei (Uccle/Bruxelles), de care urma să rămână legat pentru restul vieții – devenind mai târziu director (1981-1990) iar apoi director de onoare. Observațiile astronomice efectuate cu Marele Cerc Meridian Askania (1950-1957) au dus la publicarea celui mai precis catalog de stele al vremii; totodată, ele au declanșat noi cercetări asupra schimbărilor orientării axei de rotație a Pământului și asupra mareelor terestre, care condiționează aceste schimbări.
Mareele terestre au devenit preocuparea centrală a lui Paul Melchior în deceniile următoare, marcând o reorientare a interesului său major de la matematică/astronomie către geodezie/geofizică. Ca director al Centrului Internațional pentru Mareele Terestre (1958-1995), a fost inițiatorul și motorul unei activități internaționale de prelevare, elaborare și interpretare a datelor. Măsurătorile de maree terestre cu clinometrul cu pendul orizontal de cuarț Verbaandert-Melchior au început în 1957; prima prelucrare a datelor pe calculator a urmat în 1958. Împreună cu Johnny Flick, a instalat (1968), într-o fostă mină de gips, Laboratorul Subteran de Geodinamică Walferdange (Luxemburg) – care funcționează astăzi în cadrul Centrului European de Geodinamică și Seismologie. Împreună cu Manfred Bonnatz, a instalat (1969), pe insulele Spitzbergen (Norvegia), un laborator dotat cu cameră-satelit. Tehnica de transmitere a datelor prin satelit devenind indispensabilă, la Uccle a fost instalată (1972), cu sprijinul US Navy, prima stație TRANET din Europa. Măsurătorile de maree terestre au căpătat caracter global: la solicitarea US Air Force au fost realizate profile mondiale, cuprinzând 127 de stații în care prelevarea datelor a fost făcută pe o durată de cel puțin 6 luni. Pentru a mări precizia măsurătorilor, a fost instalat (1973), tot la Uccle și din nou în premieră europeană, un gravimetru superconductor. 
Paul Melchior a abordat studiul mareelor terestre (corelat, de altfel, cu studiul mareelor oceanice) într-un context vast, care include cauzele astronomice și efectele geodinamice, cât și interacțiunile lor. Consecințele asupra structurii interiorului Pământului sunt rezultatul unei analize atente și al unei interpretări teoretice consecvente a multor măsurători foarte precise. Rezultatele s-au concretizat în peste 300 de lucrări publicate în reviste științifice și în câteva volume – dintre care monografia Mareele planetei Pământ (The Tides of the Planet Earth) rămâne până astăzi referința de bază în acest domeniu.
Cariera didactică și-a desfășurat-o la Universitatea Catolică din Louvain: docent (1964), conferențiar de geodezie, gravimetrie și geodinamică (1967), profesor (1972). Discipolii săi își amintesc, pe lângă covârșitoarea sa autoritate științifică, spontaneitatea cu care aborda discuția și își sprijinea colaboratorii. A fost și un distins umanist, cu interese mergând de la literatură, istorie și politică (națională și internațională) până la mărci poștale (era un pasionat colecționar) și gastronomie.
Energic, pragmatic și bun diplomat, Paul Melchior a ocupat funcții importante în managementul științific internațional. A fost secretar general al Uniunii Internaționale de Geodezie și Geofizică (1973-1991), apoi secretar general de onoare; președinte al Comisiei pentru Rotația Pământului (1967-1970) și al Serviciului Internațional pentru Mișcarea Polară (1971-1987) din cadrul Uniunii Astronomice Internaționale (IAU); președinte al Comitetul de Date pentru Știință și Tehnologie (CODATA) (1974-1978) din cadrul Consiliului Internațional pentru Știință.
Ca recunoaștere a unei activități excepționale, Paul Melchior a primit numeroase distincții civile și academice – în Belgia, China, Finlanda, Germania, Luxemburg, Marea Britanie, Olanda, Spania, SUA (lista probabil nu e completă). În 1992 a fost ales membru de onoare al Academiei Române. În 1993 a fost distins de regele Belgiei cu titlul de baron. A încetat din viață la data de 15 septembrie 2004 în orașul Bruxelles. 